# INTERCAL
INTERCAL — одна з найстарших езотеричних мов програмування. Як стверджують творці, її назва означає «Мова програмування з невимовною абревіатурою» (англ. Compiler Language With No Pronounceable Acronym). Мова була створена в 1972 році студентами Доном Вудсом (Don Woods) і Джеймсом Лайонсом (James Lions) як пародія на чинні мови програмування і гімнастика для розуму.
INTERCAL принципово відрізняється від інших мов програмування. Багато стандартних операцій у ній виявляються нетривіальними. Наприклад, найпростішим способом привласнити змінній значення 65536 є конструкція:
```
DO :1 <- #0$#256
```

Автори наситили мову парадоксальними конструкціями, такими як COME FROM, FORGET і навіть PLEASE ABSTAY OF CALCULATING (будь ласка, утримайся від обчислень). Навіть для символів були створені спеціальні імена, наприклад, лапки " й знак рівності = називаються відповідно «кролячі вуха» і «півгратки» (йдеться про половину знаку #).
Попри всю екзотичність, INTERCAL є повною за Тюрингом, тобто нею можна обчислити все те, що можна обчислити й звичнішими мовами програмування.